# Alfredo Langguth

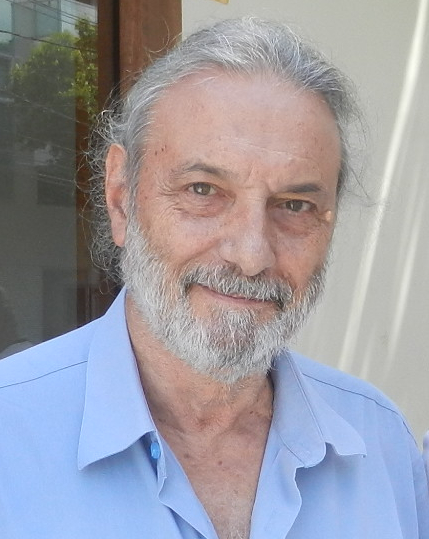
Alfredo Langguth

Alfredo Ricardo Langguth Bonino (* 18. Mai 1941 in Montevideo) ist ein uruguayisch-brasilianischer Mammaloge. Er leistete bedeutende Beiträge zur Mammalogie, insbesondere in Bezug auf Nagetiere, Beuteltiere, Primaten und Fleischfresser und er hatte großen Einfluss auf die Ausbildung vieler brasilianischer Mammalogen.

## Leben
Ab 1959 studierte Alfredo Langguth Biowissenschaften an der Universidad de la República in Montevideo, wo er 1964 den Bachelor-Abschluss erwarb. Im selben Zeitraum war er ehrenamtlicher Mitarbeiter am Museo Nacional de Historia Natura in Montevideo. Von 1964 bis 1968 absolvierte er mit einem Stipendium des Deutschen Akademischen Austauschdienstes (DAAD) ein Zoologie-Studium an der Johann Wolfgang Goethe-Universität Frankfurt am Main, wo er mit der Dissertation Die südamerikanischen Canidae unter besonderer Berücksichtigung des Mähnenwolfes Chrysocyon brachyurus Illiger (Morphologische, systematische und phylogenetische Untersuchungen) unter der Leitung von Dietrich Starck zum Doktor der Naturwissenschaften promoviert wurde. Nach seinem Studium kehrte er 1968 nach Uruguay zurück und arbeitete als Forscher und Assistenzprofessor an der Universidad de la República. Von 1971 bis 1972 absolvierte er mit einem Forschungsstipendium der John Simon Guggenheim Memorial Foundation seine Post-Doc-Phase am American Museum of Natural History in New York City.
Von 1971 bis 1984 war er wissenschaftlicher Mitarbeiter am American Museum of Natural History. Von 1973 bis 1979 war er außerordentlicher Professor an Universidad de la República. 1979 zog er nach Brasilien, wo er sich in João Pessoa niederließ. Von 1979 bis 1989 sowie von 1994 bis 2003 war er außerordentlicher Professor und von 2010 bis 2014 war er Gastprofessor an der Universidade Federal da Paraíba. Von 1989 bis 1994 war er außerordentlicher Professor und Kurator der Säugetiersammlung am Museu Nacional da Universidade Federal do Rio de Janeiro. Von 1991 bis 2012 war er Berater und Gutachter beim Conselho Nacional de Desenvolvimento Científico e Tecnológico (CNPq). Von 2000 bis 2002 sowie von 2007 bis 2010 war er Mitglied im Beratungsausschuss für Zoologie des CNPq.  
1991 war er Berater bei der Erstellung des Masterstudiengangs Zoologie an der Universidade Federal de Juiz de Fora und 1993 Berater für die Koordinierung zur Verbesserung des Hochschulpersonals (Coordenação de Aperfeicoamento de Pessoal de Nível Superior, CAPES) bei der Evaluierung des Postgraduiertenstudiengangs in Zoologie an der Universidade de São Paulo. Er betreute mehr als 25 Master-Studenten und Doktoranden.
Langguth hat rund 100 wissenschaftliche Schriften veröffentlicht, darunter Fachartikel, Bücher und Buchkapitel. Er war an den Erstbeschreibungen zum Coimbra-Springaffen (Callicebus coimbrai), zur Pearson-Kammratte (Ctenomys pearsoni), zur Río-Negro-Kammratte (Ctenomys rionegrensis), zum Klettermeerschweinchen (Kerodon acrobata), zur Vespermausart Calomys mattevii, zur Maracuja-Cerradomaus (Cerradomys maracujuensis), zur Lindbergh-Cerradomaus (Cerradomys scotti), zur Reig-Graslandmaus (Akodon reigi) und zum Ceará-Greifstachler (Coendou baturitensis) beteiligt.

## Ehrungen und Dedikationsnamen
Alfredo Langguth wurde 2008 zum Ehrenmitglied der American Society of Mammalogists und 2010 zum Ehrenmitglied der Sociedade Brasileira de Mastozoologia gewählt. Nach ihm sind die fossile Glyptodon-Art Pseudolophophorus langguthi, die Unterart Deltamys kempi langguthi der Kemp-Feldmaus und die Langguth-Cerradomaus (Cerradomys langguthi) benannt.